# Goldegg
Goldegg (informalmente anche Goldegg im Pongau) è un comune austriaco di 2 501 abitanti nel distretto di Sankt Johann im Pongau, nel Salisburghese. Nel 1938 ha inglobato il comune soppresso di Weng.

## Monumenti e luoghi d'interesse
- Castello di Goldegg